# بلاي ستيشن ناو
بلاي ستيشن ناو (بالإنجليزية:PlayStation now) هي خدمة ألعاب سحابية طورتها شركة سوني إنتراكتيف إنترتينمنت. تتيح الخدمة للمشتركين بث ألعاب بلاي ستيشن 2، بلاي ستيشن 3 وبلاي ستيشن 4 على بلاي ستيشن 4 و بلاي ستيشن 5 والكمبيوتر الشخصي. يمكن تنزيل ألعاب بلاي ستيشن 2 و بلاي ستيشن 4 للعب مباشرةً على بلاي ستيشن 4 و بلاي ستيشن 5.
تحتاج الأجهزة الأخرى غير بلاي ستيشن إلى دوال شوك 3 أو 4 أو داول سينس أو أي وحدة تحكم متوافقة مع إكس إنبوت، مثل لوحة ألعاب إكس بوكس، لاستخدام الخدمة. إذا كان المشتركين يريدون بث ألعابهم، توصي شركة سوني بأن يكون لدى اللاعبين اتصال إنترنت بحد أدنى 5 ميجابت في الثانية لتحقيق أداء جيد.

## تاريخ
تم الإعلان عن خدمة بلاي ستيشن ناو في 7 يناير 2014 في معرض الإلكترونيات الاستهلاكية 2014. في المعرض، قدمت سوني عروضًا لتشغيل ذا لاست أوف أس وإله الحرب: الارتقاء وبوبيتير وبيوند: تو سولز عن طريق بلاي ستيشن ناو على تلفزيونات برافيا وبلاي ستيشن فيتا. بدأ الإصدار التجريبي المغلق في الولايات المتحدة في 28 يناير مع البلاي ستيشن 3، وفي 19 مايو تم إرفاقه في بلاي ستيشن 4 أيضًا.
لإطلاق الخدمة، أنشأت سوني لوحة أم واحدة تعادل قوة 8 وحدات من وحدات بلاي ستيشن 3 في رف خادم للسماح للألعاب بالعمل.
تم إطلاق بلاي ستيشن ناو في إصدار تجريبي عام في الولايات المتحدة وكندا على بلاي ستيشن 4 في 31 يوليو 2014، على بلاي ستيشن 3 في 18 سبتمبر 2014، على بلاي ستيشن فيتا و وفيتا تي في في 14 أكتوبر 2014. في قيمز كوم 2014، أُعلن أن بلاي ستيشن ناو ستصل إلى أوروبا في عام 2015، في المملكة المتحدة لتكون أول دولة أوروبية تصل لها الخدمة. في 24 ديسمبر 2014، أعلنت شركة سوني أن بلاي ستيشن ناو سوف تتوسع لتشمل علامات تجارية أخرى.
في معرض الإلكترونيات الاستهلاكية 2015، أكدت شركة سوني أن بلاي ستيشن ناو ستصل إلى أمريكا الشمالية على بلاي ستيشن 4 كإصدار كامل في 13 يناير 2015. في 7 مارس 2015، تم الكشف عن إمكانية الوصول إلى بلاي ستيشن ناو في أوروبا. بدأ طرح الدعوات التجريبية لمالكي بلاي ستيشن 4 في أوروبا في 15 أبريل 2015.
في 17 فبراير 2017، أعلنت شركة سوني أنها ستتوقف عن تشغيل بلاي ستيشن ناو على بلاي ستيشن 3 و بلاي ستيشن فيتا وفيتا تيفي وتلفزيونات سوني برافيا ومشغلات بلو راي من سوني وجميع تلفزيونات سامسونغ بحلول 15 أغسطس 2017.
في 20 سبتمبر 2018، أعلنت شركة سوني أن مستخدمي بلاي ستيشن 4 سيكونون قادرين على تنزيل ألعاب بلاي ستيشن 2 و بلاي ستيشن 4 المقدمة عبر الخدمة حيث بدأت سوني في طرح الميزة الجديدة تدريجياً للمشتركين.
في 23 يناير 2019، أعلنت شركة سوني عن إطلاق الخدمة في إسبانيا وإيطاليا والبرتغال والنرويج والدنمارك وفنلندا والسويد في وقت لاحق من العام. تم إطلاق إصدار تجريبي لهذه البلدان في أوائل فبراير، وتم إطلاق الخدمة الكاملة في 12 مارس 2019.

## ألعاب
يمكن بث ألعاب بلاي سيتشن 2 و بلاي ستيشن 3 و بلاي ستيشن 4 على بلاي ستيشن ناو على بلاي ستيشن 4 و بلاي ستيشن 5 والكمبيوتر الشخصي. اعتبارًا من عام 2020، هناك أكثر من 800 لعبة متاحة للبث، وأكثر من 300 منها متاحة للتنزيل على بلاي ستيشن 4 و بلاي ستيشن 5. تتم إضافة ألعاب جديدة كل شهر.
بعد فترة تجريبية مجانية مدتها 7 أيام، هناك ثلاثة خيارات تسعير متاحة لخدمة الاشتراك.
لا يلزم رسوم اشتراك منفصل للعب متعدد اللاعبين عبر الإنترنت لألعاب بلاي ستيشن ناو. تتيح خيارات التسعير الثلاثة الوصول إلى كل من مكونات اللاعب الفردي والمتعدد اللاعبين عبر الإنترنت.

## التوفر
يتوفر بلاي ستيشن ناو في أوروبا (بما في ذلك النمسا وبلجيكا والدنمارك وفنلندا وفرنسا وألمانيا وإيرلندا وإيطاليا ولوكسمبورغ وهولندا والنرويج والبرتغال وإسبانيا والسويد وسويسرا والمملكة المتحدة) وأمريكا الشمالية (كندا ودول أخرى والولايات المتحدة)، وكذلك اليابان.

## وصلات خارجية
- الموقع الرسمي